# Ліфт (фільм, 2011)
«Ліфт» (англ. Elevator) — американський фільм 2011 року.

## Зміст
Група людей застряє в ліфті багатоповерхового будинку. Тривалий час очікування порятунку немов густий кисіль поглинав людей. Тіснота і взаємна неприязнь загострили відносини серед незнайомців до краю. Все стало ще гірше, коли вони дізналися, що в одного з них із собою — бомба.